# Беспорядки на Храмовой горе (апрель 2022)
Беспорядки на Храмовой горе (апрель 2022 года) — операция полиции Израиля, проведённая на Храмовой горе в Иерусалиме 15 апреля 2022 года против провокационных и заранее организованных нападений арабов с бросанием камней, зажигательных бомб и стреляющих петардами в полицейских. В результате столкновений более 150 арабов получили ранения и 400 были арестованы. Также были ранены трое израильских полицейских.

## Предыстория
В предшествующие несколько недель перед штурмом напряжённость в Израиле и на палестинских территориях усилилась. В марте и апреле 2022 года 14 израильских мирных жителей были убиты в результате серии терактов со стороны палестинцев, что привело к серии рейдов Армии обороны Израиля на Западном берегу реки Иордан, в результате которых погибло 16 арабов. Незадолго до инцидента еврейская религиозная группа под названием «Возвращение на гору» объявила, что намерена совершить пасхальные жертвоприношения на Храмовой горе во время еврейского праздника Песах. 14 апреля шесть членов этой группы были арестованы за то, что планировали принести в жертву козла на Храмовой горе. Согласно The New York Times, в социальных сетях ходили слухи о том, что еврейские активисты планируют проникнуть в мечеть Аль-Акса в выходные дни. Годом ранее во время священного для мусульман месяца Рамадан ночные демонстрации в Иерусалиме и столкновения в комплексе Аль-Акса превратились в 11-дневную войну между Израилем и палестинскими группировками.

## Ход событий
Протестующие арабы начали марш вокруг мечети около 4:00 утра с палестинскими флагами и флагами ХАМАС. По данным полиции, протесты переросли в насилие, поскольку демонстранты бросали камни в Стену Плача и зажигали петарды. В ответ полиция применила слезоточивый газ и светошумовые гранаты против толпы. Протестующие забросали полицейских камнями, ранив троих. Сообщалось, что столкновения произошли возле Львиных ворот. Затем полицейские вошли в мечеть около 9:30 утра, где по их версии, ранее забаррикадировалась часть палестинских демонстрантов. Полиция заявила, что арабы собирали камни и бросали их из мечети.
Палестинцы заявили, что израильские офицеры вошли в здание сразу после того, как муэдзин объявил азан, в то время как полиция заявила, что они дождались окончания молитвы. Полицейские насильно вывели верующих из мечети, это делалось с применением полицейских дубинок. Светошумовые гранаты и петарды, использовавшиеся в столкновении обеими сторонами, вызвали сильный столб дыма. Израильская полиция временно заблокировала Дамасские ворота и другие входы, чтобы не допустить в мечеть молодых мужчин, но разрешила проход женщинам, пожилым мужчинам и детям. Полиция уехала через шесть часов, и дальнейшая работа мечети продолжилась без происшествий. Палестинское общество Красного Полумесяца сообщило, что 158 арабов получили ранения, в основном от резиновых пуль, светошумовых гранат и полицейских дубинок. Около 470 человек были задержаны израильскими силами. 16 апреля сообщалось, что 130 человек все ещё находятся в заключении. 65 несовершеннолетних были освобождены с соблюдением запретительных ордеров, а 200 задержанных были отпущены на свободу после допроса правоохранительными органами.

## Последствия
Сотни израильских арабов в Умм-эль-Фахме организовали демонстрации против рейда, некоторые из которых переросли в беспорядки. В тот же день, когда произошло нападение, палестинская девушка-подросток нанесла ножевое ранение мужчине в Хайфе. Позже она заявила, что сделала это в ответ на «штурм мечети»

## Реакция

### Палестинская национальная администрация
Министр Палестинской автономии по делам Иерусалима Фади аль-Хадами осудил налет израильских сил на мечеть Аль-Акса. Он обвинил в этих действиях Израиль и призвал международное сообщество немедленно вмешаться, чтобы остановить действия Израиля против мусульманских святынь.

### Международные организации
Специальный координатор ООН по ближневосточному мирному урегулированию Тор Веннесланд выразил глубокую обеспокоенность происходящим в городе Иерусалиме и мечети Аль-Акса. Он сказал: «Я глубоко обеспокоен ухудшением условий в городе Иерусалиме в эти святые дни». Представитель ООН потребовал немедленно прекратить провокации в Аль-Харам аш-Шарифе.

### Другие страны
Абдул Кахар Балхи, официальный представитель Министерства иностранных дел Исламского Эмирата Афганистан, написал в Твиттере, что «Афганистан решительно осуждает насилие оккупантов против палестинских гражданских лиц в мечети Аль-Акса, первой кибле для мусульман. Исламский Эмират Афганистан призывает международное сообщество, особенно исламским странам, предпринять практические шаги для восстановления прав человека палестинцев и предотвращения преступлений Израиля».
В совместном заявлении Германия, Франция, Италия и Испания призвали уважать нынешний статус святых мест в Иерусалиме и призвали «все стороны проявлять максимальную сдержанность и воздерживаться от насилия и любого рода провокаций».
Саудовская Аравия осудила израильские силы, штурмовавшие мечеть Аль-Акса и закрывшие её ворота, а также напавшие на безоружных верующих внутри мечети и на её внешних площадях. Её представители также заявили, что «эта систематическая эскалация является вопиющим посягательством на неприкосновенность мечети Аль-Акса и нарушением международных резолюций и пактов».
Кувейт решительно осудил штурм израильскими силами мечети Аль-Акса и нападение на верующих. Его представители заявили, что «эти атаки представляют собой опасную эскалацию и грубое нарушение всех международных конвенций и резолюций, а также повод для разжигания насилия и подрыва стабильности в регионе».
Представитель министерства иностранных дел Египта посол Ахмед Хафез «осудил штурм израильскими войсками благословенной мечети Аль-Акса и насилие, последовавшее за этим вторжением против палестинцев во дворы мечети Аль-Акса», которое привели к ранениям и арестам десятков прихожан. Он подчеркнул «необходимость самоограничения и обеспечения полной защиты верующих-мусульман и разрешения им совершать исламские обряды в мечети Аль-Акса, которая является чисто исламским даром для мусульман».
Штурм также осудили Бахрейн и Объединенные Арабские Эмираты, нормализовавшие отношения с Израилем за два года до этого.
Госдепартамент США призвал обе стороны конфликта к сдержанности и недопущению эскалации.